# قضاء النجف
قضاء النجف وهو أحد الأقضية العراقية التابعة إلى محافظة النجف في منطقة الفرات الأوسط جنوب بغداد مركزه مدينة النجف، يمثل القضاء أكثر من 85% من مساحة محافظة النجف ويبلغ عدد سكانه أكثر من مليون نسمة حسب أحصائيات عام 2011 ويتبع القضاء من الناحية الإدارية ناحيتي الشبكة والحيدرية.

## المساحة
تبلغ مساحة قضاء النجف حوالي 27،761كم2 أي ما يمثل أكثر 85% من مساحة المحافظة .
1 - النجف  : 1133 كم2
2 - الحيدرية : 1228 كم2
3 - الشبكة  : 25,400 كم2